# (281564) Fuhsiehhai
(281564) Fuhsiehhai est un astéroïde de la ceinture principale.

## Description
(281564) Fuhsiehhai est un astéroïde de la ceinture principale. Il fut découvert le 23 octobre 2008 à l'Observatoire de Lulin par Hsiao Xiang-Yao et Ye Quan-Zhi. Il présente une orbite caractérisée par un demi-grand axe de 2,70 UA, une excentricité de 0,05 et une inclinaison de 7,4° par rapport à l'écliptique.

## Compléments